# Naturschutzgebiet Steinert

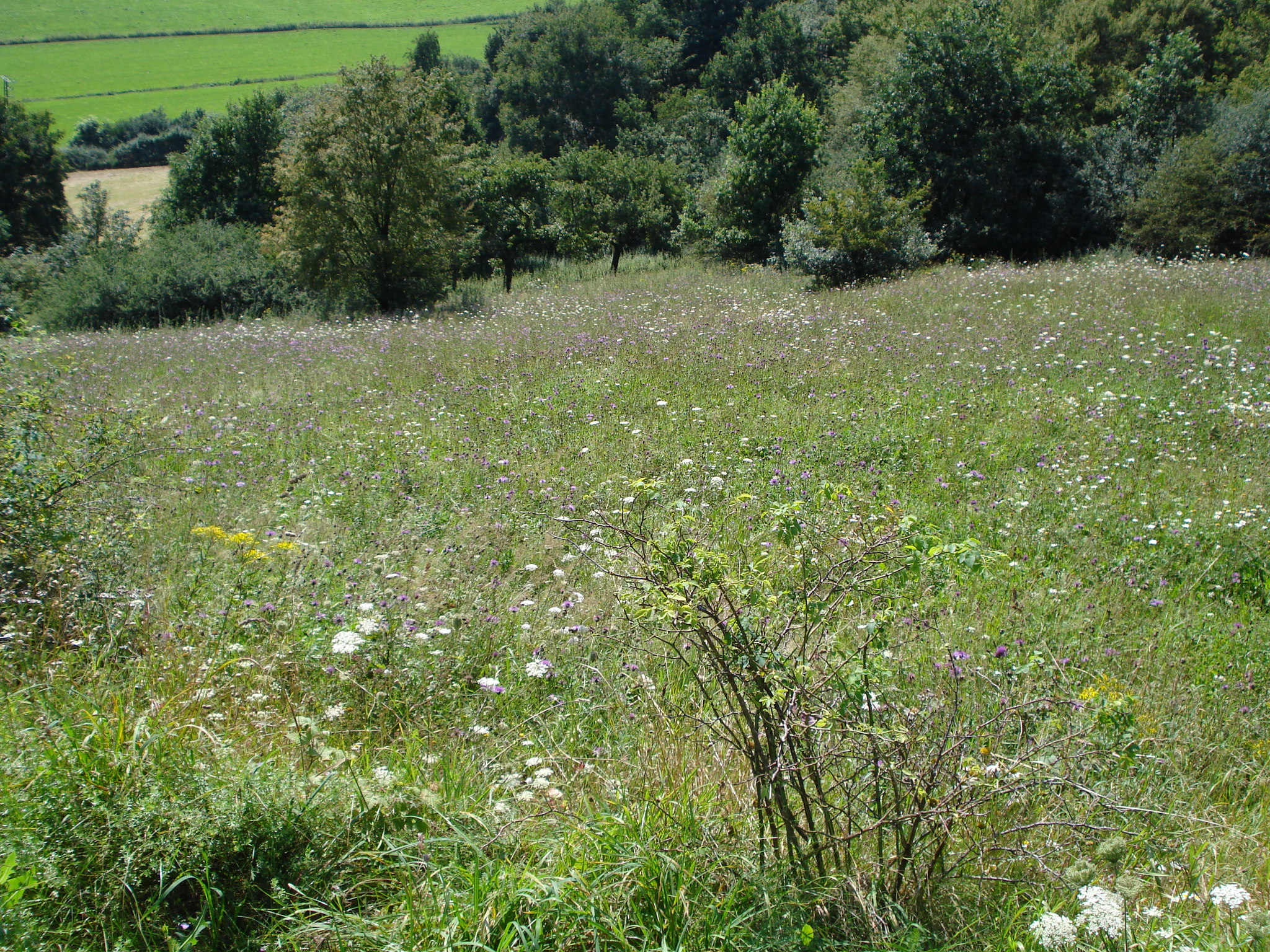
Der Magerrasenbereich der Steinert im August 2007

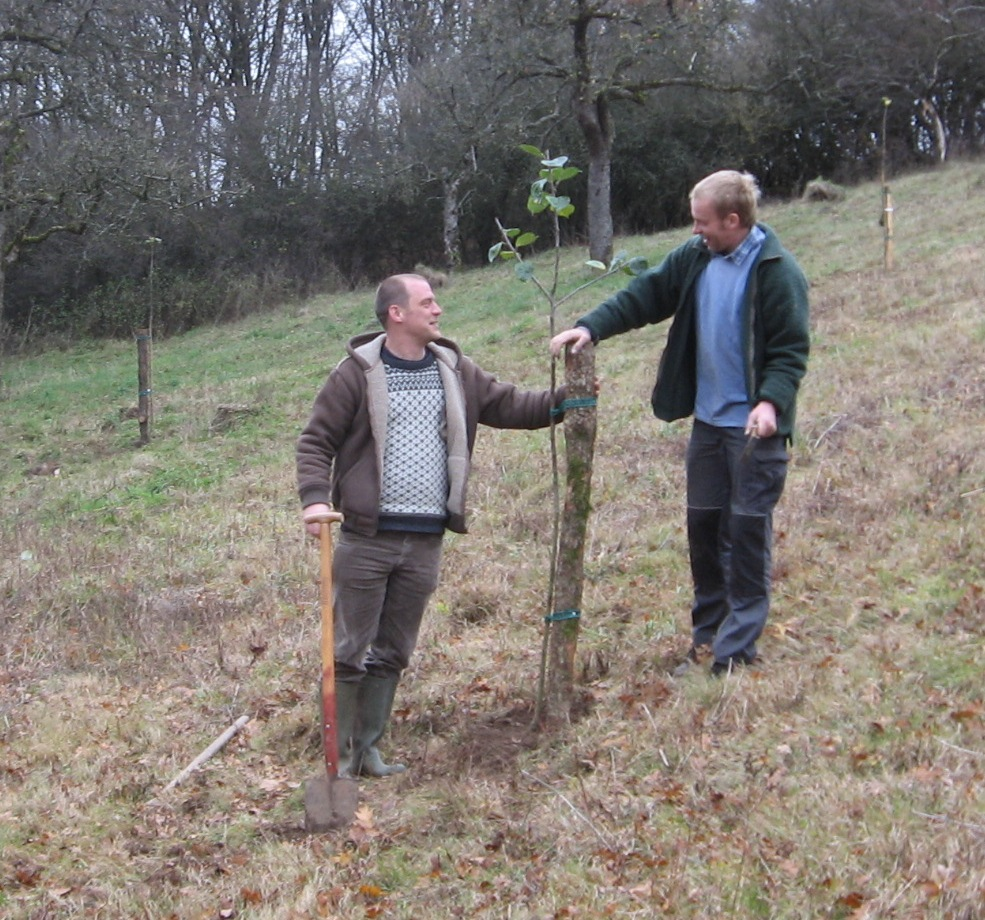
Pflanzung eines Apfelbaum durch den VNV 2009

Das Naturschutzgebiet Steinert mit einer Größe von 26,2 ha liegt am nordwestlichen Ortsrand von Allendorf im Stadtgebiet von Sundern (Sauerland). Das Gebiet wurde 1993 mit dem Landschaftsplan Sundern durch den Kreistag des Hochsauerlandkreises erstmals als Naturschutzgebiet (NSG) mit einer Flächengröße von 10,5 ha ausgewiesen. Bei der Neuaufstellung des Landschaftsplaners Sundern wurde das NSG erneut ausgewiesen und vergrößert. Das NSG grenzt im Süden direkt an die Bebauung des Dorfes. Im Norden, Osten und Südosten grenzt das Landschaftsschutzgebiet Ortsrandlagen und landwirtschaftliche Vorrangflächen im Landschaftsraum zwischen Amecke, Bruchhausen, Allendorf und Stockum an und im Westen das Landschaftsschutzgebiet Talraum westlich Allendorf.

## Gebietsbeschreibung
Bei der Steinert handelt es sich um eine Kalkkuppe aus Plattenkalken des Unterkarbon. In den Waldbereichen und im Kalkhalbtrockenrasen tritt der Kalk in einigen Felsrippen zu Tage. Bei Unterschutzstellung befanden sich im Gebiet überwiegend Mähwiesen und Ackerflächen. Auf dem nördlichen Teil des NSG befindet sich ein artenreicher Laubwald. Der südliche Teil wird als Viehweide und Mähwiese genutzt. Daneben befinden sich kleinflächige Wäldchen, Feldgehölze, Hecken und ein Kalkhalbtrockenrasen im Gebiet. Beim Kalkhalbtrockenrasen handelt es sich um den einzigen im Stadtgebiet von Sundern. Zudem gab es kleinflächige Obstwiesen und einzelne Dornsträucher im Gebiet. Die Waldbereiche wurden als Niederwälder genutzt.

## Schutzzweck
Das NSG wurde zur Erhaltung von Lebensgemeinschaften und Lebensstätten bestimmter wildlebender Pflanzen- und Tierarten festgesetzt, ferner zum Schutz des landesweit bedeutsamen Biotops mit hohem Entwicklungspotential. Wie bei allen Naturschutzgebieten in Deutschland wurde in der Schutzausweisung darauf hingewiesen, dass das Gebiet „wegen der Seltenheit, besonderen Eigenart und Schönheit des Gebietes“ zum Naturschutzgebiet wurde.

## Gebote und Verbote im NSG
Zu den normalen Geboten und Verboten in Naturschutzgebieten im Landschaftsplan Sundern gab es für das NSG Steinert zusätzliche. Der Kalkhalbtrockenrasen sollte nach Gebot des Landschaftsplan Sundern aus dem Jahr 1993 durch extensive Schafbeweidung oder eine alternative Mahd gepflegt werden. Bei der Schafbeweidung sollte es keine Koppelhaltung und keinen Nachtpferch auf dem Kalkhalbtrockenrasen geben. Die Mahd sollte nicht vor dem 1. Juli eines Jahres erfolgen. Die Ackerflächen, welche sich bei Schutzausweisung im Gebiet befanden, sollten im Grünland umgewandelt werden. Ziel war die Entwicklung bzw. Wiederherstellung standorttypischer magerer Weidegesellschaften. Als zusätzliches Verbot wurde festgelegt, dass innerhalb von zehn Jahren keine Fläche von über 0,1 ha kahlgeschlagen werden darf. Als Ausnahme zu den normalen Verboten in einem NSG wurde das Abbrennen auf dem Osterfeuerplatz innerhalb des Kalkhalbtrockenrasen erlaubt.

## Schutzmaßnahmen

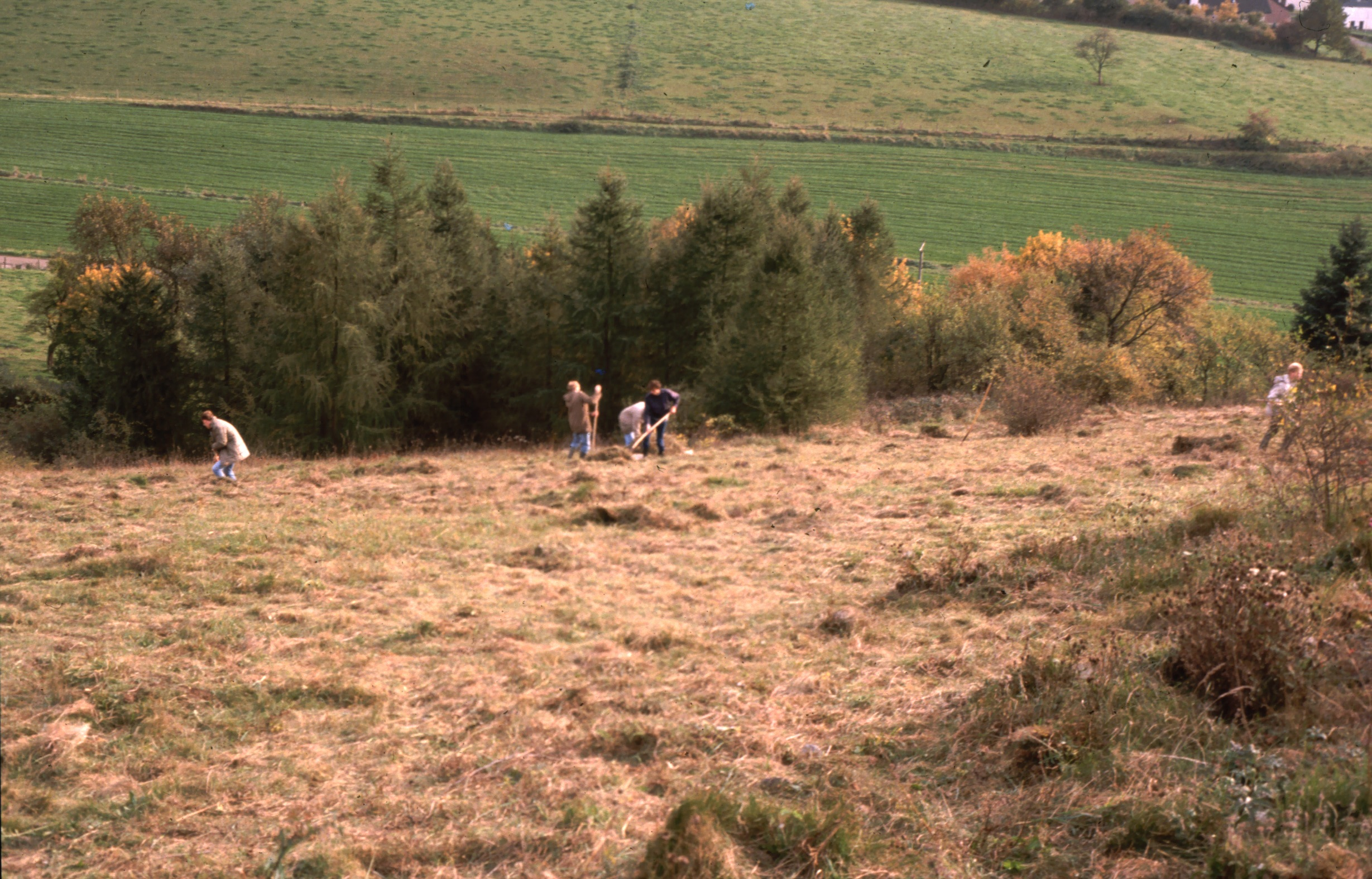
Mitglieder des Verein für Natur- und Vogelschutz bei einem Arbeitseinsatz 1984 im Naturschutzgebiet Steinert

Der Kalkhalbtrockenrasen und das Wäldchen um den Kalkhalbtrockenrasen wurden bis 1950 als Ziegenhude von Allendorf genutzt. Seit den 1980er Jahren bis 2013 fanden Pflegearbeiten des Verein für Natur- und Vogelschutz im Hochsauerlandkreis (VNV) auf dem Kalkhalbtrockenrasen statt. Mit dem Freischneider wurde jedes Jahr der Kalkhalbtrockenrasen gemäht. Das Mähgut wurde bei einem samstägigen Arbeitseinsatz des VNV zusammen geharkt und mit Heugabeln auf zwei Haufen an oberen und unteren Rand der Fläche getragen. Das Mähgut wurde dann von der Stadt Sundern zu einer Kompostierungsanlage gefahren. 
Seit 2014 ist der Kalkhalbtrockenrasen eingezäunt und wird mit Ziegen beweidet. Die Zaunbaukosten übernehmen zu 80 % die Europäische Union und das Land NRW. 2014 bis 2021 beweideten Walliser Schwarzhalsziegen das Gebiet. Träger des Beweidungsprojektes ist der Allendorfer-Heimatverein Fickeltünnes.

## Fauna und Flora

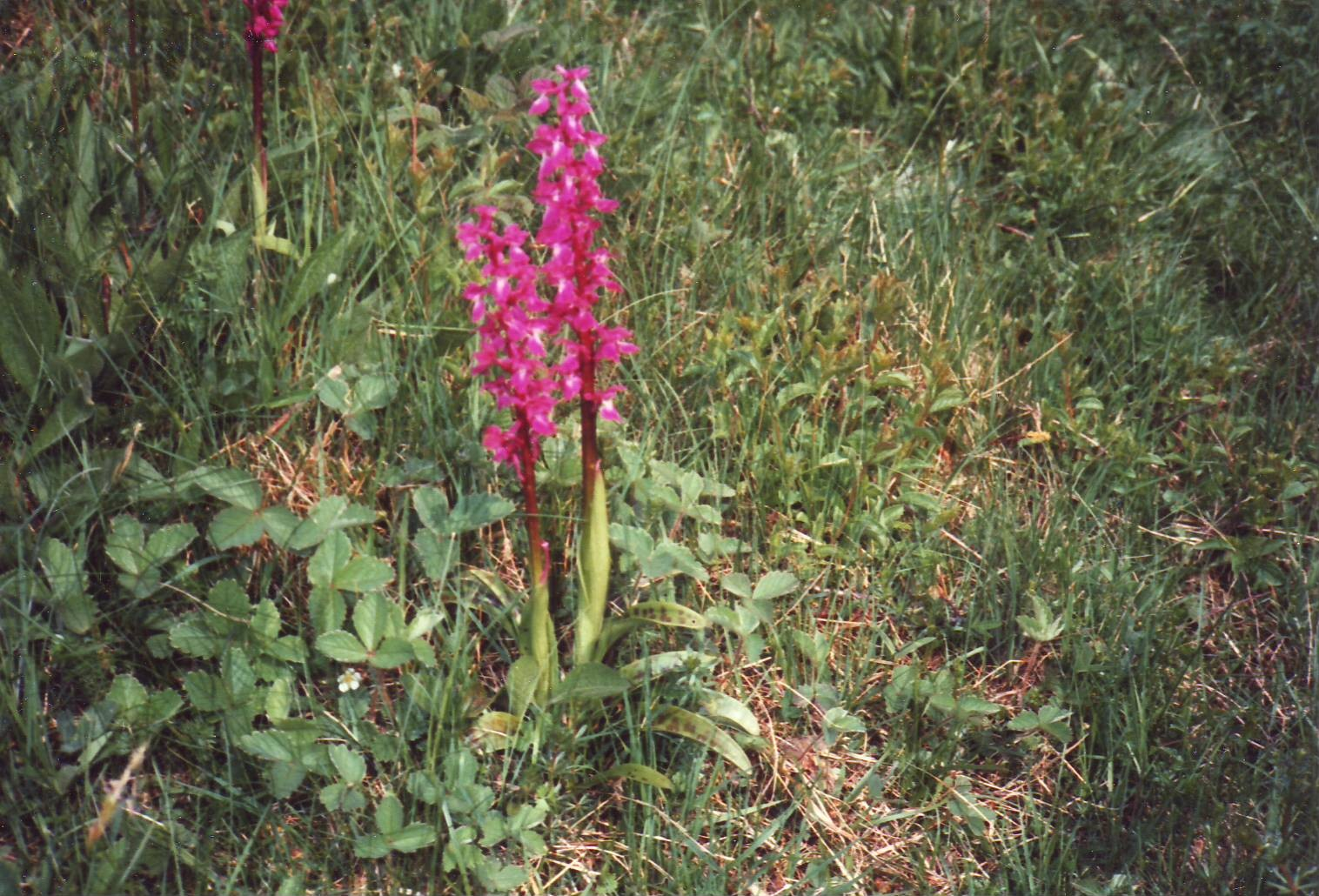
Männliches Knabenkraut im NSG

Im NSG wurden 26 Landschneckenarten nachgewiesen. Insbesondere in den aufgelassenen Steinbrüchen und auf dem Magerrasen sind sehr artenreich. Die Westliche Heideschnecke hat im NSG westlichstes Vorkommen im Hochsauerland.
Hervorzuheben ist auf dem Magerrasen das Vorkommen einiger bemerkenswerter Pflanzenarten wie das Männliches Knabenkraut (Orchis mascula), die Große Sommerwurz (Orobanche elatior) die hier ihr einziges Vorkommen im westlichen Hochsauerlandkreis hat, oder dem Trauben-Gamander (Teucrium botrys).